# Bero Magni de Ludosia
Bero Magni de Ludosia, född ca. 1409 i Lödöse, död sommaren 1465, är det latinska namnet på en svensk medeltidslärd, verksam som universitetslärare i Wien och 1461/1462 utnämnd till biskop i Skara stift. Han är vidare känd för sitt stora bibliotek, sedan länge försvunnet, som han testamenterade till domkyrkan i Skara.
Beros svenska namn är inte dokumenterat men har översatts som Björn Månsson, alternativt Magnusson, från Lödöse. Eftersom Bero varken vigdes till biskop eller tog sitt stift i besittning, har han inte omtalats som biskop utan som electus.

## Biografi
Bero eller Björn antas ha varit son till en borgare vid namn Måns eller Magnus i den vid denna tid betydande svenska handelsstaden Lödöse, belägen vid Göta älv, ca 4 mil norr om dagens Göteborg. Nästan ingenting är känt om hans tid i Sverige. Han inskrevs 1429 som student vid universitetet i Wien, och från detta har Kihlman angivit det ungefärliga födelseåret 1409. Det är vidare troligt att han före utresan studerat i stiftsstaden Skara. Det finns ingenting som visar att han någon gång återvände till Sverige, men som framgår av hans karriär, höll han hela livet god kontakt med hemstiftet.
Bero uppnådde i Wien graden baccalaureus 1431, fick 1433 licentia docendi - rätt att undervisa - och promoverades till magister några månader senare samma år. Efter detta verkade han som lärare vid filosofiska fakulteten med titeln magister regens. Examenskraven och också upplysningar om den undervisning som Bero utförde är väl dokumenterade i universitetets bevarade arkiv. Den filosofiska fakulteten var förberedande till studier vid de andra, högre fakulteterna. Man studerade grammatik, logik och aristotelisk naturfilosofi, men också relativa nymodigheter som räkning med arabiska eller som det hette indiska siffror. Utom föreläsningar över kurslitteraturen förekom  övningar av olika slag, inte minst disputationer.
I en students bevarade anteckningar finns en teckning, närmast en karikatyr, som visar Bero i föreläsartagen med höjt pekfinger och huvudet på sned. Detta är den äldsta bevarade bilden av en svensk akademisk lärare.
Bero bedrev också studier vid den teologiska fakulteten. Efter sex års teologiska studier nämns han 1439 som cursor biblicus med uppgift att föreläsa över Första Mosebok. År 1443 har han troligen uppfyllt kraven för graden baccalaureus in theologia formatus och 1445 för graden licentiatus in theologia. Bero ansökte däremot inte om att få tilldelat licentiat- och doktorsgraderna i teologi förrän 1465. I mellantiden fortsatte han sin undervisning vid filosofiska fakulteten, något han måste lämna som teologie doktor. När han 1465 blivit kanik och medlem av domkapitlet vid Stefanskatedralen, hade han sin ekonomi tryggad och kunde då omedelbart ansöka om de båda teologiska graderna. Han fick licentiatgraden i maj detta år men promoverades aldrig till doktor. Orsaken till detta var sannolikt sviktande hälsa. Eftersom en efterträdare i hans kanikämbete installerades redan den 3 september 1465, måste Bero ha avlidit före detta datum.

### Bero och Sverige
Under sin tid i Wien gjorde Bero en svensk kyrklig karriär in absentia. Det är svårt att förstå hur detta kunde vara möjligt, om inte hans supportrar i Skara själva hade fördelar av att ha en tjänst i praktiken obesatt. Efter att tidigare ha blivit kanik med prebende vid Skara domkyrka utsågs Bero 1449 till  domprost i Skara, ett beslut som bekräftades av påve Nicolaus V senare samma år. Sedan Skara-biskopen Bengt Gustafsson (Tre Rosor) avlidit 1460, utsågs Bero till hans efterföljare - enligt en krönika "for sin klogheth" - och tillsättningen bekräftades av påve Pius II 1461 eller 1462. Bero gjorde emellertid ingenting för att låta biskopsviga sig eller för att ta stiftet i besittning. Av denna orsak återkallades Beros fullmakt 31 maj 1465 av påve Paulus II, som samtidigt utsåg Hans Markvardsson till ny biskop. Bero hade då bara några månader kvar att leva.
Olaus Magnus i sin Historia om de nordiska folken nämner Bero tillsammans med Hemming Gadh som exempel på "lysande begåvningar i Norden", detta i ett kapitel som i övrigt handlar om det astronomiska uret i Uppsala domkyrka. I den svenska översättningen är texten:
"...såsom exempel [på lysande begåvning] kan anföras att den kloke Björn (Bero), en man från Västergötland, framför alla andra användes av Fredrik till de viktigaste rådslag..." .
Fredrik är den tysk-romerske kejsaren Fredrik III. I sitt verk skröt den landsflyktige Olaus Magnus ohämmat med allt som var svenskt, och han överdrev sannolikt Beros betydelse. Det var dock inte ovanligt att det kejserliga hovet använde Wien-universitetets lärde som rådgivare, och det faktum att han alls är nämnd, säger något om hans rykte i hemlandet.

## Beros bibliotek
Beros testamenterade sitt bibliotek till Skara domkyrka. Böckerna är sedan länge försvunna. Domkyrkan härjades flera gånger av bränder och plundrades också av danska trupper. Det som finns kvar är en förteckning med 138 titlar, skriven senast 1475.
Böckerna delas där in i ämnesgrupperna teologi, juridik, filosofi och grammatik, med flest titlar inom den teologiska gruppen. Många, men inte alla av listans titlar har kunnat identifieras. Beros bibliotek är den största kända svenska privata boksamlingen från denna tid.